# David Gil
David Gil (ur. 1 listopada 1953 w Londynie) – językoznawca zajmujący się językami malajskimi i językiem indonezyjskim. Do jego zainteresowań badawczych należą: syntaktyka, semantyka, typologia lingwistyczna, ewolucja językowa.
W 1972 roku otrzymał bakalaureat z matematyki na Massachusetts Institute of Technology. Studia magisterskie z zakresu językoznawstwa ukończył w 1978 roku na Uniwersytecie Telawiwskim. W 1982 roku obronił rozprawę doktorską pt. Distributive Numerals na Uniwersytecie Kalifornijskim w Los Angeles.
Wykładał na Uniwersytecie Telawiwskim, Uniwersytecie w Hajfie, Narodowym Uniwersytecie Singapuru i Universiti Kebangsaan Malaysia.
Prowadzi badania w Indonezji i Nowej Gwinei. Zajmował się badaniem odmiany riau języka indonezyjskiego (Riau Indonesian) oraz innych języków malajskich, m.in. dialektów ludu Orang Laut. Współredaktor The World Atlas of Language Structures. W 1998 roku został zatrudniony w Instytucie Antropologii Ewolucyjnej im. Maxa Plancka w Lipsku; współzałożyciel Jakarta Field Station (zał. 1999).

## Przykładowa twórczość
- Riau Indonesian: A Language without Reference and Predication? (1999)[1]
- Colloquial Indonesian Dialects: How Real Are They? (2003)[1]
- The World Atlas of Language Structures (współredaktor, 2005)[1]
- What is Riau Indonesian? (2009)
- Language Complexity as an Evolving Variable (współredaktor, 2009)[1], ISBN 978-0-19-954522-3
- Austronesian Undressed, How and Why Languages Become Isolating (współredaktor, 2020)[3], ISBN 978-90-272-0790-6